# 妙福寺 (横浜市)
妙福寺（みょうふくじ）は、神奈川県横浜市保土ケ谷区西谷にある日蓮宗の寺院。山号は星川山。開山は隨泉院日意。開基は長昌院日解。旧本山は厚木妙純寺。

## 歴史
慶長年間（1596年-1615年）創建。 元禄年間頃、養泉院日脱が伽藍を再興した。もとは山の上に堂宇があったが、明治10年（1877年）に本堂を、明治17年（1884年）に庫裡をそれぞれ山の上から現山門内側に再建した。昭和47年（1972年）には本堂、客殿、庫裡等を以前堂宇があった現在の地に再建した。幕末に近い嘉永2年（1849年）、享保10年建立の題目碑を現在地に移転した。高さはおよそ9尺という。

## 境内
- 本堂

## 歴代
- 隨泉院日意